# Día de la Salvación Nacional del Pueblo Azerbaiyano
Día de Salvación Nacional del pueblo azerbaiyano (en azerbaiyano Azərbaycan xalqının milli qurtuluş günü) - es la fiesta oficial en la República de Azerbaiyán. Se celebra el 15 de junio por la decisión de Milli Majlis de Azerbaiyán desde 1997. En 1998 la fiesta obtuvo el estatuto estatal.

## Historia
Tras la recuperación de la independencia de Azerbaiyán el 18 de octubre del 1991, Azerbaiyán se había enfrentado con situación política difícil del país.
El 4 de junio de 1993, en Gəncə se desató una protesta contra el presidente, encabezado por el coronel Suret Huseynov. El gobierno de Azerbaiyán no podía aplastar el levantamiento y desde Najichevan fue invitado el presidente del Consejo Supremo de la República Autónoma de Najichevan Heydar Aliyev. El 10 de junio el presidente de Milli Majlis Isa Gambar dimitió. El 15 de junio Heydar Aliyev llegó a Bakú. El Presidente de la República Abulfaz Elchibey también dimitió y el 18 de junio abandonó la capital. El 23 de junio Heydar Aliyev fue elegido como el presidente de Majlis de Azerbaiyán.  Al final de junio se comenzaron las conversaciones entre Heydar Aliyev y Suret Huseynov. Poco después los rebeldes se replegaron. En el octubre de 1993 por los resultados de las elecciones Heydar Aliyev fue elegido el presidente de la República de Azerbaiyán.